# دوغ آيرلاند
دوغ آيرلاند (بالإنجليزية: Doug Ireland)‏ هو صحفي أمريكي، ولد في 31 مارس 1946 في دولوث في الولايات المتحدة، وتوفي في 26 أكتوبر 2013 في East Village, Manhattan ‏ في الولايات المتحدة.

## مهنيًا
عمل آيرلاند بصفته عضوًا في حركة جونسون الغبي مع الحملة الرئاسية للسيناتور يوجين مكارثي الذي أصبح المرشح المناهض للحرب في حركة جونسون الغبي، والذي عمل آيرلاند لديه بمهمة تنسيق ولايات وسط الأطلسي من أجله. ذهب آيرلاند إلى لونغ آيلاند بعد المؤتمر الوطني الديمقراطي لعام 1968 (ساعد في تنظيم المظاهرات التي قام بها مؤيدو الاتفاقية ضد وحشية الشرطة التي استهدفت المتظاهرين المناهضين للحرب) للمساعدة في إدارة حملة المرشح ألارد وينشتاين الناجحة لعضوية الكونغرس. والذي يعتبر رئيس ومؤسس حركة جونسون الغبي.
استقال آيرلاند بعد عمله لفترة كصحفي في صحيفة نيويورك بوست (كانت لا تزال مملوكة لدوروثي شيف) وعمله في أخبار المجتمع (خدمة قدمت أخبارًا عن السود واللاتينيين والمجتمعات العرقية الأقلية الأخرى) لإدارة حملة بيلا أبزوغ الناجحة لعضوية الكونغرس والمناهضة للحرب ضد فيتنام عام 1970، وكانت أول عضو راديكالي يساري منتخب في مجلس النواب الأمريكي منذ فيتو ماركانتونيو. كما أدار حملة أبزوغ عام 1976 كمرشحة عن الحزب الديمقراطي لمنصب سيناتور نيويورك، والتي خسرتها أبزوغ بفارق ضئيل بلغ 0.1% من الأصوات أمام دانيال باتريك موينيهان.

### الصحافة
عاد آيرلاند للعمل بدوام كامل في مجال الصحافة في عام 1977، بعد أن عمل لفترة وجيزة في صحيفة نيويورك بوست وخدمة أخبار المجتمع. كتب ميكا سيفري: «قيل أنّه كان يمكن أن يكون جيمي بريسلن التالي، لكنني أعتقد أن دوجي كان نقيًا جدًا في سياسته بحيث لم يتعامل مع عدد كافٍ من الأشخاص للفوز بهذا اللقب». كان من بين مقالاته البارزة: فضائح عام 1978، العنف ضد الرجال المثليين في رامبل.
عاش لمدة عشر سنوات في فرنسا، وكتب عن السياسة الأوروبية والثقافة في مختلف الصحف بما في ذلك مجلة مدينة باريس باللغة الإنجليزية، ومجلة شغف باريس، واستمر في الكتابة بشكل متكرر عن السياسة الفرنسية والأوروبية والشؤون الخارجية. كان آيرلاند من المروّجين لعمل الفيلسوف الفرنسي الشاب ميشال أونفراي في الولايات المتحدة.
كتب آيرلاند عمود في مجلة ذا فيليج فويس، ومجلة نيويورك أوبزرفر، وصحيفة ليبراسيون اليومية في باريس، وصحف أخرى. ساهم أيضًا في تحرير مجلة بوز الشهرية للأشخاص المصابين بفيروس نقص المناعة البشرية المكتسب، والموقع الإخباري الفرنسي الساخر باكشيش.
ساهم آيرلاند منذ منتصف عام 2005 في تحرير صحيفة الشؤون الدولية لأخبار مثليي الجنس، وهي أكبر صحيفة أسبوعية للمثليين في مدينة نيويورك والولايات المتحدة.

### النقد
أثار تقرير آيرلاند عن إيران في السنوات التي تلت عام 2005 انتقادات قاسية من عدد من النشطاء الإيرانيين، وكذلك من سكوت لونغ مدير برنامج حقوق المثليين في هيومان رايتس ووتش. اتهموا آيرلاند وصحيفة غاي سيتي نيوز أنهم لم يعتمدوا على مصادر أكدت أنَّ شابين شُنقوا في مدينة مشهد في إيران في منتصف عام 2005 بعد إدانتهم باغتصاب صبي قاصر وكانا هما قاصرين أيضًا، إنما في الواقع حدثت ممارسة الجنس بالتراضي. انتقد لونغ وبعض المدافعين الآخرين عن حقوق الإنسان النشطاء والمراسلين بما في ذلك آيرلاند والناشط البريطاني بيتر تاتشل ذلك قائلين إنهم يناقشون تكهنات لا مبرر لها حول دوافع القضية.

## حياته الشخصية
ولد آيرلاند في دولوث في ولاية مينيسوتا وعاش بعد ذلك في بورت هوينيمي في كاليفورنيا، حيث عمل والده في مكتب الإعلام في مركز بناء الكتيبة البحرية.
أصيب آيرلاند بشلل الأطفال عندما كان طفلًا نتيجة رفض والديه السماح له بتلقي لقاح شلل الأطفال.
توقف آيرلاند عن شرب الكحول بعد ليالٍ طويلة من الشرب مع كتّاب مثل كريستوفر هيتشنز وغور فيدال.
عانى آيرلاند في سنواته الأخيرة من مرض السكري وأمراض الكلى وعرق النسا وضعف الرئتين وضعف العضلات بشكل تدريجي مرتبط بشلل الأطفال في مرحلة الطفولة. كما أنه نجا من سكتتين دماغيتين على الأقل. غالبًا ما كان يشعر بالمرض الشديد الذي منعه من مغادرة شقته أو بناء شركة. توفي آيرلاند في منزله في 26 أكتوبر عام 2013.